# バキシム
バキシムは、特撮テレビドラマ『ウルトラマンA』をはじめとする「ウルトラシリーズ」に登場する架空の怪獣（超獣）。別名は一角超獣。

## 『ウルトラマンA』に登場するバキシム
『ウルトラマンA』第3話「燃えろ！ 超獣地獄」に登場。
ヤプールが地球上のイモムシと宇宙生物を合体させて作った超獣。手先や鼻から発射するミサイル（ロケット弾）と手から放つ7万度の火炎、ミサイルになる頭の角を武器にするほか、空を破って異次元空間から出現する能力や人間に変身する能力も持つ。
まずはタックアローでパトロール中の南隊員が中森四郎という少年の姿を見かけた直後に空から出現し、近くを飛行していた旅客機を破壊した後、姿を消す。四郎の姿へ変身した後は自ら「ヤプール人だ」と明かし、口や両手の先からダーツ状のロケット弾を放って鬼ヶ谷の村民や四郎の祖父母を殺害し、両手を合わせて放つ赤色レーザーで祖父母の家を炎上させる。四郎の姿ではTACも撹乱し、留守同然で手薄になったTAC基地を襲撃する。ウルトラマンAとの戦いではロケット弾を駆使するが、両手からの火炎放射をウルトラネオバリアで防がれ、発射した角もスラッシュ光線で破壊される。最後はエーススパークを受けて感電し、動きを止められたところにウルトラスラッシュを受け、首を切断されて倒される。
なお、本物の四郎は一連の事件の3日前に東京で両親とともに原因不明の自動車事故で死亡している。
- 出演（中森四郎）：高橋仁（ノンクレジット）[8]
- 声：高田裕史（ノンクレジット）[8]
- デザイン：井口昭彦[9][10]。NGデザインでは、頭部のディテールが異なる[10]。円筒形の首の上に三角状の直線的な頭部という構成は、井口が後に手掛けた『ゴジラ対メカゴジラ』のメカゴジラと共通するものであるが、井口自身は偶然であるとしている[11]。
- 「牙を持つイモムシの超獣」というコンセプトから、キバムシ→ムシキバという逆読みにより、バキシムと命名された[12]。
- 造型はツエニーが、粘土原型は村瀬継蔵がそれぞれ担当した[13]。背中のトゲや尾には風呂用マットを用いている[14]。背中は樹脂製で、電飾が仕込まれている[14]。首にはステンレス製の曲尺を仕込んでしならせている[13][注釈 2]。完成した着ぐるみが背面に向かって大きすぎて工房から出せずにステージに入らなかったため、着ぐるみを背中から前後に切断して納品している[出典 5][注釈 3]。
- 空を割って現れるシーンは、第5話のギロン人のシーンに流用された。

## 『ウルトラマンメビウス』に登場するバキシム
『ウルトラマンメビウス』第24話「復活のヤプール」に登場。
『ウルトラマンA』に登場したバキシムの別個体であり、GUYSのドキュメントTACにデータが記録されている。復活したヤプールの指示を受けて行動しており、赤い雨の調査に南沢市の住宅街を訪れたリュウやミライを襲うと、リュウを捕らえてヤプールの怨念体を宿す器とし、その後はGUYSの新型アイテム「GUYSタフブック」に関する実験の最中に突如空を割って現れ、フェニックスネストへの進撃を開始する。照準器の機能を宿した両眼で正確に敵を狙い、頭部の角ミサイル（ユニコーン・ボム）、鼻先からの高熱弾、両腕から放つ火炎放射など、初代と同様の豊富な武装や通常の怪獣を超える戦闘力を駆使してウルトラマンメビウスを苦しめるが、最後はメビウスブレイブのメビュームナイトブレード・ブレードオーバーロードによって身体を両断され、倒された。
- スーツアクター：末永博志
- 本作品では目に照準器を有するなどメカニック要素が強調されており[23]、頭部のミサイル発射ギミックは丸山浩によってデザインされている[24][25]。
- 初代と同じく空を割って登場するが、『メビウス』におけるヤプール（実体）およびその手下は一部を除き、出現する際や標的を異次元に連れ込む際に空を割っている。

## 『ウルトラギャラクシー大怪獣バトル NEVER ENDING ODYSSEY』に登場するバキシム
『ウルトラギャラクシー大怪獣バトル NEVER ENDING ODYSSEY』第5話「暴走の果てに」に登場。
メトロン星人（RB）が操る超獣の1体。レイへの雪辱戦に燃えるメトロン星人の命令で、空を割っての空間転移からの攻撃で惑星ハマーを脱出しようとするペンドラゴンの行く手を阻む。
その後、再び暴走状態に陥ったレイのゴモラと対決する。序盤こそ善戦するものの、レイオニックバースト状態のゴモラには次第に圧倒されていき、最後は零距離超振動波（ゼロシュート）で倒される。
- スーツアクター：田之上生海

## 『大怪獣バトル ウルトラ銀河伝説 THE MOVIE』に登場するバキシム
映画『大怪獣バトル ウルトラ銀河伝説 THE MOVIE』に登場。
ウルトラマンベリアルのギガバトルナイザーの力で怪獣墓場から復活し、ベリアル配下の怪獣軍団の1体となる。怪獣墓場での決戦ではリトラと戦い、最後は駆けつけたウルトラマンゼロのワイドゼロショットで倒される。
また、ベリュドラの左角を構成する怪獣の1体となっている。

## 『ウルトラマンギンガS』に登場するバキシム（SD）
『ウルトラマンギンガS』第5話「仲間と悪魔」に登場。
もとはアンドロイド・ワンゼロがモンスライブして雫が丘を襲い、そこへ現れたウルトラマンギンガを苦しめるが、スパークドールズ内に潜んでいたヤプールが覚醒してワンゼロを追い出し、一度撤退する。その後、ヤプールに再び召喚されて今度はウルトラマンビクトリーと戦いながら、巨大化してギンガストリウムと戦っていたヤプールと合流する。2対2のタッグ戦の末、ビクトリーのビクトリウムシュートで倒される。その後のスパークドールズの行方は描写されていない。
- スーツアクター：矢﨑大貴
- これまでの個体と異なり、空を割って出現するのではなく、円形に開いた異次元からのゲートを通って現れている。また、角ミサイルは一度撃った後に新たに生える描写がある。
- ビクトリーとの対決シーンは西部劇を意識している[33][34]。脚本ではサム・ペキンパー風と指定されていたが[33][34]、彼の特徴の1つであるバイオレンス描写はテレビでは用いづらいうえ、もう1つの特徴であるスローモーションは特撮ではすでに多用されているために効果的にならず、第5話監督の石井良和はセルジオ・レオーネ風のカット割りを行っている[34]。

## 『ウルトラファイトビクトリー』に登場するバキシム
『ウルトラファイトビクトリー』に登場。
ヤプールにより、ベロクロンやドラゴリーと共に惑星グアに送り込まれ、ベロクロンと組んでレオと戦いを繰り広げる。角ミサイルでレオを倒そうとするが、最後はドラゴリーと共にレオとアストラのダブルキックで倒される。

## 『ウルトラマンオーブ THE ORIGIN SAGA』に登場するバキシム
『ウルトラマンオーブ THE ORIGIN SAGA』episode 5「あかつき 〜暁〜」からepisode 7「くるる 〜眩る〜」、final episode「まほろば 〜新世界〜」に登場。
当初はクグツの毒によって狂暴化して意志を奪われたクグツバキシムとして登場し、王立惑星カノンの軌道上においてクグツベロクロンと共にウルトラマンコスモスを迎え撃つが、失敗する。その後は地上に降り立ち、カノンの王立防衛軍による攻撃をものともせず大規模な破壊活動を行い、戦神に襲いかかる。駆けつけたオーブ、ダイナ、コスモスとも交戦するが、最終的に倒されることなくサイキによって回収された。
その後、地球での最終決戦にもクグツアーストロンと共に参加し、アーストロン共々コスモスによって命の木の実を与えられてクグツの毒を浄化された後、宇宙へ返された。

## 『大怪獣バトル ULTRA MONSTERS』に登場するバキシム
『大怪獣バトル ULTRA MONSTERS』第7話「宇宙の黒い影」、第9話「決戦!エースキラー」、NEO第6話「執念のヤプール」に登場。
『A』同様ヤプール人の操る超獣として登場。今までのシリーズ同様、空を割って登場する。バトルナイザー破壊のために送り込まれるが、バトルナイザーの怪獣に奇しくも倒される。その後、第9話ではエースキラーの応援怪獣として登場するが、こちらもエースキラー共々倒される。
『NEO』第6話でもエースキラーと共に登場。エースキラー同様、巨大ヤプールに従えられて現れるが、こちらもバトルナイザーの怪獣に倒される。
ステータスはアタックとパワーが高いがスピードに劣る。必殺技は原作を再現した「角ミサイル」、「火炎放射」、「バルカン連射」である。『NEO』ではスピードゲージがロボット怪獣のものとなっており、サイボーグ怪獣的な扱いをされている。また、NEO第5弾では『メビウス』で見せた高熱ビーム攻撃の「バキシクラッシャー」と、ベロクロンと組むことで発動されるタッグ必殺技「超獣爆撃作戦」が追加された。

### 一角紅蓮超獣 バキシマム
『NEO』第7弾で登場する、バキシムの強化版。スタイルは強化前とそれほど変わってはいないものの、バキシムの強化版を強調するかのようなデザインとなっている。全体的に炎をイメージしたようなパーツが加わり、腕にはバーナーのような連射ユニットが着けられ、背中のオレンジ色の結晶体のようなものは棘に、頭部の一角は赤く鋭角的で、強化前の角ミサイルと異なって炎を纏ったブーメランのようになっており、使った直後に戻ってきて何度でも使用できる「一角紅蓮ミサイル」に変化している。
ステータスはバキシムを大きく上回っており、高熱属性攻撃への耐性も身に付けている。必殺技は両腕の連射ユニットから火炎弾を連射する「紅蓮火炎弾」や、一角紅蓮ミサイルに炎を纏って敵を切り裂く「一角紅蓮ミサイル」のほか、両者を組み合わせた「紅蓮コンビネーション」があり、すべて高熱属性必殺技である。
- 元は児童誌による「バキシム強化改造計画」の最優秀賞受賞作品。2009年には、ソフトビニール玩具「ウルトラ怪獣シリーズEX」の1つとして発売されている[41]。

## その他の登場作品
- 松久壽仁の漫画版『ウルトラマンA』では、子供たちを誘拐したシルクハットの男性（正体は超獣アドルフキング）を追う北斗星司と南夕子をベロクロンやブロッケンと共に襲うが、変身したAのウルトラギロチンで切り裂かれて倒される。
- 漫画『ウルトラ兄弟物語』の「ウルトラ一族の大反乱編」では、新宇宙警備隊が雇った怪獣軍団の1体として姿が確認できる。
- 漫画『ウルトラマン超闘士激伝』では、闘士五獣士の1体として登場。ヤプールの支配下から解放された正義の超獣となっている。
- テレビマガジン版『ウルトラマンメビウス外伝 超銀河大戦』では、キング星でレッドキング、アーストロン、サラマンドラと共にウルトラマンキングを襲おうとするが、駆けつけたウルトラ兄弟に倒される。
- PlayStation Portable専用ソフト『ウルトラマン Fighting Evolution 0』のストーリーモードのウルトラ兄弟（初代マン、セブン、ジャック、エース、タロウ、レオ）編では、テンペラー星人に率いられて100体以上のバキシムが地球を襲撃する。また、ウルトラ兄弟編の約20年後の話を描いたメビウス編では特別に強化された個体が登場し、メビウスと戦う。
- 『大決戦!超ウルトラ8兄弟』以前に企画されていた『ウルトラマンメビウス&ウルトラ兄弟』の続編作品では、日本各地に現れる怪獣軍団の1体として登場。エースに倒された後、ヤプールの力によってタイラントや他の怪獣軍団と合体し、グランドタイラントとなる予定だった。[要出典]
- 『テレビマガジン』に掲載された「ウルティメイトフォースゼロ アナザースペースアドベンチャー」では、巨大ヤプールの手先としてベロクロンやドラゴリーと共にウルティメイトフォースに襲いかかる。
- 『ウルトラマンフェスティバル』のライブステージにも何度か登場している。
  - 2004第1部、2006第2部では、ヤプールによって送り込まれ、他の超獣や怪獣たちと共にウルトラ戦士と対決する。
  - 2008第1部では、メフィラス星人が操る怪獣として登場。バルタン星人やザラブ星人と共にセブンを苦戦させるが、初代マンと共に助けに来たゾフィーに倒される。
- 『ウルトラゾーン』第20話のアイキャッチでは、弁当を忘れた子供のもとへ空を破って現れる姿が描かれている[42]。
- 『大怪獣ラッシュ ウルトラフロンティア』の劇場版ショートムービー「VEROKRON hunting」では、ハンターステーションにてプラズマ怪獣多数出現を報じる映像に映っているのが確認できる。
- 「ウルトラ怪獣擬人化計画feat.POP」として擬人化される。
  - 『ウルトラ怪獣擬人化計画feat.POP Comic code』では、ヤプールの配下として登場。硝子を割って登場する癖を持つ。自身の原料に芋虫が使われていることを知り、ショックを受けている。
- 「ウルトラ怪獣擬人化計画」として擬人化される。
  - ウェブ連載第4回にて、割れた空をイメージした傘を差す、一本角と尻尾を持つアホ毛少女のバキシム（イラスト：きんりきまんとう〈ニトロプラス〉）が掲載された[43]。
  - 「ウルトラ怪獣擬人化計画 ギャラクシー☆デイズ」では、ゴモラ、ベムスター、ゼットンのクラスメイトとして色々な生徒と親しくしているなど、交友関係はかなり広い。ゼットン星人に憧れている模様。